# 야코프 프리스

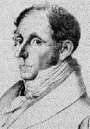

야코프 프리스(Jakob Friedrich Fries, 1773년 8월 23일 ~ 1843년 8월 10일)는 독일의 칸트 이후의 철학자이자 수학자이다.
프리스는 모라비아 형제회에서 신학을 공부했고 독일 작센안할트주 바비에서 태어났다. 라이프치히 대학교와 예나 대학교에서 철학을 공부했다. 여행을 한 후 1806년 하이델베르크 대학교에서 철학 및 기초수학의 교수가 되었다. 그의 심리학적 사고의 진전으로 모라비아인의 긍정의 신학을 버리게 되었으나 영적, 상징적 중요성에 심취했다.

## 같이 보기
- 신 칸트 학파